# Justicia genuflexa
Justicia genuflexa é uma espécie de planta do gênero Justicia e da família Acanthaceae.

## Taxonomia
A espécie foi descrita em 1823 por Carl Friedrich Philipp von Martius e Christian Gottfried Daniel Nees von Esenbeck. O espécime tipo está na Universidade de Gottingen.
Os seguintes sinônimos já foram catalogados:
- Ecbolium cordifolium  (Nees) Kuntze
- Rhytiglossa cordifolia  Nees
- Rhytiglossa symphyantha obtusifolia  Nees
- Ecbolium genuflexum  (Nees & Mart.) Kuntze
- Rhytiglossa genuflexa  (Nees & Mart.) Nees

## Forma de vida
É uma espécie terrícola, herbácea e subarbustiva.

## Conservação
A espécie faz parte da Lista Vermelha das espécies ameaçadas do estado do Espírito Santo, no sudeste do Brasil. A lista foi publicada em 13 de junho de 2005 por intermédio do decreto estadual nº 1.499-R.

## Distribuição
A espécie é endêmica do Brasil e encontrada nos estados brasileiros de Bahia e Espírito Santo. A espécie é encontrada no domínio fitogeográfico de Mata Atlântica, em regiões com vegetação de floresta ombrófila pluvial.